# Stade du Hazé
Het Stade du Hazé is een multifunctioneel stadion in Flers, een plaats in Frankrijk. 
In het stadion is plaats voor 3.501 toeschouwers.
Het stadion wordt vooral gebruikt voor voetbalwedstrijden, de voetbalclub FC Flers maakt gebruik van dit stadion. Het stadion werd ook gebruikt voor het Europees kampioenschap voetbal mannen onder 19 van 2010. Dat toernooi werd gespeeld in Frankrijk en er werden drie groepswedstrijden gespeeld.